# SFOR
SFOR er et akronym for Stabilization FORce. Det er en stabiliseringsstyrke med bidrag fra mange NATO- og ikke-NATOlande, hvis formål er at stabilisere den tidligere jugoslaviske delrepublik Bosnien-Hercegovina efter Krigen i Bosnien-Hercegovina. SFOR efterfulgte IFOR (Implementation FORce), der virkede fra 20. december 1995 til 20. december 1996.